# Spórok
Spórok est une localité polonaise du gmina de Kolonowskie, située dans le powiat de Strzelce en voïvodie d'Opole.